# كسوف الشمس 24 أكتوبر 2098
سيحدث كسوف جزئي للشمس في 24 أكتوبر 2098. يحدث الكسوف عندما يمر القمر بين الأرض والشمس، وبذلك تحجب صورة الشمس كليًا أو جزئيًا عن المشاهد في الأرض. يحدث كسوف جزئي للشمس في المناطق القطبية من الأرض عندما يغيب مركز ظل القمر عن الأرض.  خلال هذا الكسوف سيكون قطر الشمس الظاهر 0.536 درجة، أكبر بنسبة 0.5٪ من المتوسط. سيكون القمر بعد 3 أيام فقط من نقطة الحضيض، مما يجعله كبيرًا نسبيًا. عند الحد الأقصى للكسوف، سيكون القطر الظاهر 0.535 درجة، وهو أكبر بنسبة 0.8٪ من المتوسط. هذا الكسوف الطفيف هو أول كسوف للشمس ضمن دورة ساوس 164.

## خسوفات وكسوفات أخرى

### كسوف الشمس 2094-2098
هذا الكسوف هو جزء من دورة semester. يتكرر الكسوف في دورة semester كل 177 يومًا تقريبًا و4 ساعات في العقد المتناوبة من مدار القمر.
| 119 | June 13, 2094 [الإنجليزية] كسوف جزئي | 124 | December 7, 2094 [الإنجليزية] كسوف جزئي |
| 129 | June 2, 2095 [الإنجليزية] كسوف كلي   | 134 | كسوف الشمس 27 نوفمبر 2095 كسوف حلقي     |
| 139 | كسوف الشمس 22 مايو 2096 كسوف كلي     | 144 | كسوف الشمس 15 نوفمبر 2096 كسوف حلقي     |
| 149 | كسوف الشمس 11 مايو 2097 كسوف كلي     | 154 | كسوف الشمس 4 نوفمبر 2097 كسوف حلقي      |
|     |                                      | 164 | كسوف الشمس 24 أكتوبر 2098 كسوف جزئي     |

## روابط خارجية
- الكسوف الجزئي للشمس 24 أكتوبر 2098| - ع - ن - ت كسوفات الشمس                         | - ع - ن - ت كسوفات الشمس                                                                                                                                                                                                                                                                                                                                                                                                                                                                                                                                                                                                                                                                                                                                                                                                                                                                                                                                                                                                                                                                                                                                                                                                                                                                                                                                                                                                                                                                                                                                                                                                                                                                                                                                                                                                                                                                                                                                                                                                                                                                                                                                                                                                                                                                                                                                                                                                                                                                                                                                                                                                                                                                                                                                                                                                                                                                                                                                                                                                                                                  |
| ------------------------------------------------ | --- |
| قوائم الكسوفات                                   | \| حسب القرن \| - العصور القديمة - القرن 20 ق.م - 19 ق.م - 18 ق.م - 17 ق.م - 16 ق.م - 15 ق.م - 14 ق.م - 13 ق.م - 12 ق.م - 11 ق.م - 10 ق.م - 9 ق.م - 8 ق.م - 7 ق.م - 6 ق.م - 5 ق.م - 4 ق.م - 3 ق.م - 2 ق.م - القرن 1 ق.م - القرن 1 - القرن 2 - القرن 3 - القرن 4 - القرن 5 - القرن 6 - القرن 7 - القرن 8 - القرن 9 - القرن 10 - القرن 11 - القرن 12 - القرن 13 - القرن 14 - القرن 15 - القرن 16 - القرن 17 - القرن 18 - القرن 19 - القرن 20 - القرن 21 - القرن 22 - القرن 23 - القرن 24 - القرن 25 - القرن 26 - القرن 27 - القرن 28 - القرن 29 - القرن 30 \| \| دورة ساروس \| - 110 - 111 - 112 - 113 - 114 - 115 - 116 - 117 - 118 - 119 - 120 - 121 - 122 - 123 - 124 - 125 - 126 - 127 - 128 - 129 - 130 - 131 - 132 - 133 - 134 - 135 - 136 - 137 - 138 - 139 - 140 - 141 - 142 - 143 - 144 - 145 - 146 - 147 - 148 - 149 - 150 - 151 - 152 - 153 - 154 - 155 - 156 - 157 - 158 - 159 - 160 - 161 - 162 \| \| الرؤية \| - الصين - المملكة المتحدة - الفليبين - الولايات المتحدة \| \| تاريخياً \| - Mursili's eclipse (1312 ق.م) - كسوف أشوري (763 ق.م) - Eclipse of Thales (585 ق.م) - ظلمة أثناء الصلب \| |
| الكسوفات الهجينية الكلية ← الكسوف الهجيني/القادم | - 1560 - 1598 - 1652 - 1654 - 1673 - 1699 - 1715 - 1724 - 1766 [الإنجليزية]‏ - 1778 - 1780 - 1806 - 1816 [الإنجليزية]‏ - 1824 - 1842 - 1851 [الإنجليزية]‏ - 1853 [الإنجليزية]‏ - 1857 [الإنجليزية]‏ - 1858 [الإنجليزية]‏ - 1860 [الإنجليزية]‏ - 1865 [الإنجليزية]‏ - 1867 [الإنجليزية]‏ - 1868 [الإنجليزية]‏ - 1869 [الإنجليزية]‏ - 1870 [الإنجليزية]‏ - 1871 [الإنجليزية]‏ - 1874 [الإنجليزية]‏ - 1875 [الإنجليزية]‏ - 1878 [الإنجليزية]‏ - 1882 [الإنجليزية]‏ - 1883 [الإنجليزية]‏ - 1885 [الإنجليزية]‏ - 1886 [الإنجليزية]‏ - 1887 [الإنجليزية]‏ - يناير 1889 [الإنجليزية]‏ - ديسمبر 1889 [الإنجليزية]‏ - 1893 [الإنجليزية]‏ - 1896 [الإنجليزية]‏ - 1898 [الإنجليزية]‏ - 1900 [الإنجليزية]‏ - 1901 [الإنجليزية]‏ - 1903 [الإنجليزية]‏ - 1904 [الإنجليزية]‏ - 1905 [الإنجليزية]‏ - 1907 [الإنجليزية]‏ - يناير 1908 [الإنجليزية]‏ - ديسمبر 1908 [الإنجليزية]‏ - 1909 [الإنجليزية]‏ - 1910 [الإنجليزية]‏ - 1911 [الإنجليزية]‏ - أبريل 1912 [الإنجليزية]‏ - أكتوبر 1912 [الإنجليزية]‏ - 1914 [الإنجليزية]‏ - 1916 [الإنجليزية]‏ - 1918 [الإنجليزية]‏ - 1919 [الإنجليزية]‏ - 1921 [الإنجليزية]‏ - 1922 [الإنجليزية]‏ - 1923 [الإنجليزية]‏ - 1925 [الإنجليزية]‏ - 1926 [الإنجليزية]‏ - 1927 [الإنجليزية]‏ - 1928 [الإنجليزية]‏ - 1929 [الإنجليزية]‏ - أبريل 1930 [الإنجليزية]‏ - أكتوبر 1930 [الإنجليزية]‏ - 1932 [الإنجليزية]‏ - 1934 [الإنجليزية]‏ - 1936 [الإنجليزية]‏ - 1937 [الإنجليزية]‏ - 1938 [الإنجليزية]‏ - 1939 [الإنجليزية]‏ - 1940 [الإنجليزية]‏ - 1941 [الإنجليزية]‏ - 1943 [الإنجليزية]‏ - يناير 1944 [الإنجليزية]‏ - يوليو 1944 [الإنجليزية]‏ - 1945 [الإنجليزية]‏ - 1947 [الإنجليزية]‏ - 1948 [الإنجليزية]‏ - 1950 [الإنجليزية]‏ - 1952 [الإنجليزية]‏ - 1954 [الإنجليزية]‏ - 1955 [الإنجليزية]‏ - 1956 [الإنجليزية]‏ - 1957 [الإنجليزية]‏ - 1958 [الإنجليزية]‏ - 1959 [الإنجليزية]‏ - 1961 [الإنجليزية]‏ - 1962 [الإنجليزية]‏ - 1963 [الإنجليزية]‏ - 1965 [الإنجليزية]‏ - 1966 [الإنجليزية]‏ - 1967 [الإنجليزية]‏ - 1968 [الإنجليزية]‏ - 1970 [الإنجليزية]‏ - 1972 [الإنجليزية]‏ - 1973 [الإنجليزية]‏ - 1974 [الإنجليزية]‏ - 1976 [الإنجليزية]‏ - 1977 [الإنجليزية]‏ - 1979 [الإنجليزية]‏ - 1980 [الإنجليزية]‏ - 1981 [الإنجليزية]‏ - 1983 [الإنجليزية]‏ - 1984 [الإنجليزية]‏ - 1985 [الإنجليزية]‏ - 1986 [الإنجليزية]‏ - 1987 [الإنجليزية]‏ - 1988 [الإنجليزية]‏ - 1990 [الإنجليزية]‏ - 1991 [الإنجليزية]‏ - 1992 [الإنجليزية]‏ - 1994 [الإنجليزية]‏ - 1995 [الإنجليزية]‏ - 1997 [الإنجليزية]‏ - 1998 [الإنجليزية]‏ - 1999 [الإنجليزية]‏ - 2001 - 2002 - 2003 - 2005 - 2006 - 2008 - 2009 - 2010 - 2012 - 2013 - 2015 - 2016 - 2017 - 2019 - 2020 [الإنجليزية]‏ - 2021 - 2023 - 2024 - ← 2026 - 2027 - 2028 - 2030 [الإنجليزية]‏ - 2031 - 2033 - 2034 - 2035 - 2037 - 2038 - 2039 - 2041 - 2042 - 2043 - 2044 - 2045 - 2046 - 2048 - 2049 - 2050 - 2052 - 2053 - 2055 - يناير 2057 - ديسمبر 2057 - 2059 [الإنجليزية]‏ - 2060 - 2061 - 2063 - 2064 - 2066 - 2067 - 2068 - 2070 - 2071 - 2072 - 2073 - 2075 - 2076 - 2077 - 2078 - 2079 - 2081 - 2082 - 2084 - 2086 - 2088 - 2089 - 2090 - 2091 - 2093 - 2094 [الإنجليزية]‏ - 2095 - 2096 - 2097 - 2099 - 2100 - 2114 [الإنجليزية]‏ - 2126 - 2132 [الإنجليزية]‏ - 2150 [الإنجليزية]‏ - 2168 [الإنجليزية]‏ - 2186 [الإنجليزية]‏ |
| كسوفات حلقية ← الكسوف الحلقي القادم              | - 1820 [الإنجليزية]‏ - 1854 [الإنجليزية]‏ - 1879 [الإنجليزية]‏ - 1889 [الإنجليزية]‏ - 1901 [الإنجليزية]‏ - 1903 [الإنجليزية]‏ - 1904 [الإنجليزية]‏ - 1905 [الإنجليزية]‏ - 1907 [الإنجليزية]‏ - 1908 [الإنجليزية]‏ - 1911 [الإنجليزية]‏ - 1914 [الإنجليزية]‏ - فبراير 1915 [الإنجليزية]‏ - أغسطس 1915 [الإنجليزية]‏ - 1916 [الإنجليزية]‏ - 1917 [الإنجليزية]‏ - 1918 [الإنجليزية]‏ - 1919 [الإنجليزية]‏ - 1921 [الإنجليزية]‏ - 1922 [الإنجليزية]‏ - 1923 [الإنجليزية]‏ - 1925 [الإنجليزية]‏ - 1926 - 1927 [الإنجليزية]‏ - 1929 [الإنجليزية]‏ - 1932 [الإنجليزية]‏ - فبراير 1933 [الإنجليزية]‏ - أغسطس 1933 [الإنجليزية]‏ - 1934 [الإنجليزية]‏ - 1935 [الإنجليزية]‏ - 1936 [الإنجليزية]‏ - 1937 [الإنجليزية]‏ - 1939 [الإنجليزية]‏ - 1940 [الإنجليزية]‏ - 1941 [الإنجليزية]‏ - 1943 [الإنجليزية]‏ - 1945 [الإنجليزية]‏ - 1947 [الإنجليزية]‏ - 1948 [الإنجليزية]‏ - 1950 [الإنجليزية]‏ - مارس 1951 [الإنجليزية]‏ - سبتمبر 1951 [الإنجليزية]‏ - 1952 [الإنجليزية]‏ - يناير 1954 [الإنجليزية]‏ - ديسمبر 1954 [الإنجليزية]‏ - 1955 [الإنجليزية]‏ - 1957 [الإنجليزية]‏ - 1958 [الإنجليزية]‏ - 1959 [الإنجليزية]‏ - 1961 [الإنجليزية]‏ - 1962 [الإنجليزية]‏ - 1963 [الإنجليزية]‏ - 1965 [الإنجليزية]‏ - 1966 [الإنجليزية]‏ - مارس 1969 [الإنجليزية]‏ - سبتمبر 1969 [الإنجليزية]‏ - 1970 [الإنجليزية]‏ - 1972 [الإنجليزية]‏ - يناير 1973 [الإنجليزية]‏ - ديسمبر 1973 [الإنجليزية]‏ - 1976 [الإنجليزية]‏ - 1977 [الإنجليزية]‏ - 1979 [الإنجليزية]‏ - 1980 [الإنجليزية]‏ - 1981 [الإنجليزية]‏ - 1983 [الإنجليزية]‏ - 1984 [الإنجليزية]‏ - 1987 [الإنجليزية]‏ - 1988 [الإنجليزية]‏ - 1990 [الإنجليزية]‏ - 1991 [الإنجليزية]‏ - 1992 [الإنجليزية]‏ - 1994 [الإنجليزية]‏ - 1995 [الإنجليزية]‏ - 1998 [الإنجليزية]‏ - 1999 [الإنجليزية]‏ - 2001 - 2002 - 2003 - 2005 - 2006 - 2008 - 2009 - 2010 - 2012 - 2013 - 2014 - 2016 - 2017 - 2019 - 2020 - 2021 - 2023 - 2024 - ← 2026 - 2027 - 2028 - 2030 - 2031 - 2032 - 2034 - 2035 - يناير 2038 - يوليو 2038 - 2039 - 2041 - 2042 - 2043 - 2044 - 2045 - 2046 - 2048 - 2049 - 2052 - 2053 - يناير 2056 - يوليو 2056 - 2057 - 2059 - 2060 - 2061 - 2063 - 2064 - 2066 - 2067 - 2070 - 2071 - يناير 2074 - يوليو 2074 - 2075 - 2077 - 2078 - 2079 - 2081 - 2082 - 2084 - يونيو 2085 - ديسمبر 2085 - 2088 - 2089 - فبراير 2092 [الإنجليزية]‏ - أغسطس 2092 - 2093 - 2095 - 2096 - 2097 - 2099 - 2100 |
| الكسوفات الجزئية ← الكسوف الجزئي القادم          | - يناير 1935 [الإنجليزية]‏ - يوليو 1935 [الإنجليزية]‏ - سبتمبر 1960 [الإنجليزية]‏ - يناير 1964 [الإنجليزية]‏ - يونيو 1964 [الإنجليزية]‏ - يوليو 1964 [الإنجليزية]‏ - ديسمبر 1964 [الإنجليزية]‏ - مايو 1967 [الإنجليزية]‏ - مارس 1968 [الإنجليزية]‏ - فبراير 1971 [الإنجليزية]‏ - يوليو 1971 [الإنجليزية]‏ - أغسطس 1971 [الإنجليزية]‏ - ديسمبر 1974 [الإنجليزية]‏ - مايو 1975 [الإنجليزية]‏ - نوفمبر 1975 [الإنجليزية]‏ - أبريل 1978 [الإنجليزية]‏ - أكتوبر 1978 [الإنجليزية]‏ - يناير 1982 [الإنجليزية]‏ - يونيو 1982 [الإنجليزية]‏ - يوليو 1982 [الإنجليزية]‏ - ديسمبر 1982 [الإنجليزية]‏ - مايو 1985 [الإنجليزية]‏ - أبريل 1986 [الإنجليزية]‏ - مارس 1989 [الإنجليزية]‏ - أغسطس 1989 [الإنجليزية]‏ - ديسمبر 1992 [الإنجليزية]‏ - مايو 1993 [الإنجليزية]‏ - نوفمبر 1993 [الإنجليزية]‏ - أبريل 1996 [الإنجليزية]‏ - أكتوبر 1996 [الإنجليزية]‏ - سبتمبر 1997 [الإنجليزية]‏ - فبراير 2000 [الإنجليزية]‏ - 1 يوليو 2000 [الإنجليزية]‏ - 31 يوليو 2000 [الإنجليزية]‏ - ديسمبر 2000 [الإنجليزية]‏ - أبريل 2004 - أكتوبر 2004 - مارس 2007 - Jan 2011 - يونيو 2011 - يوليو 2011 - نوفمبر 2011 - أكتوبر 2014 - Sep 2015 - Feb 2018 - يوليو 2018 - أغسطس 2018 - يناير 2019 - أبريل 2022 - أكتوبر 2022 - ← مارس 2025 - سبتمبر 2025 - يناير 2029 - يونيو 2029 - يوليو 2029 |
| كواكب أخرى                                       | - المريخ - القمر - المشترى - نيبتون - بلوتو - زحل - أورانوس |
| موضوعات متعلقة                                   | - الكسوف الشمسي في الأدب |
| - Book - كومنز - بوابة:المجموعة الشمسية          | |
| حسب القرن                                        | - العصور القديمة - القرن 20 ق.م - 19 ق.م - 18 ق.م - 17 ق.م - 16 ق.م - 15 ق.م - 14 ق.م - 13 ق.م - 12 ق.م - 11 ق.م - 10 ق.م - 9 ق.م - 8 ق.م - 7 ق.م - 6 ق.م - 5 ق.م - 4 ق.م - 3 ق.م - 2 ق.م - القرن 1 ق.م - القرن 1 - القرن 2 - القرن 3 - القرن 4 - القرن 5 - القرن 6 - القرن 7 - القرن 8 - القرن 9 - القرن 10 - القرن 11 - القرن 12 - القرن 13 - القرن 14 - القرن 15 - القرن 16 - القرن 17 - القرن 18 - القرن 19 - القرن 20 - القرن 21 - القرن 22 - القرن 23 - القرن 24 - القرن 25 - القرن 26 - القرن 27 - القرن 28 - القرن 29 - القرن 30 |
| دورة ساروس                                       | - 110 - 111 - 112 - 113 - 114 - 115 - 116 - 117 - 118 - 119 - 120 - 121 - 122 - 123 - 124 - 125 - 126 - 127 - 128 - 129 - 130 - 131 - 132 - 133 - 134 - 135 - 136 - 137 - 138 - 139 - 140 - 141 - 142 - 143 - 144 - 145 - 146 - 147 - 148 - 149 - 150 - 151 - 152 - 153 - 154 - 155 - 156 - 157 - 158 - 159 - 160 - 161 - 162 |
| الرؤية                                           | - الصين - المملكة المتحدة - الفليبين - الولايات المتحدة |
| تاريخياً                                          | - Mursili's eclipse (1312 ق.م) - كسوف أشوري (763 ق.م) - Eclipse of Thales (585 ق.م) - ظلمة أثناء الصلب |